# Torneo di Wimbledon 1922 - Doppio maschile
È stata la prima edizione a non utilizzare il Challenge Round e quindi i detentori del titolo avrebbero dovuto disputare tutti i turni per difenderlo, l'anno precedente ne erano usciti vincitori Randolph Lycett e Max Woosnam ma quest'ultimo ha deciso di non partecipare.
Randolph Lycett ha fatto coppia con l'australiano James Anderson e sono riusciti a conquistare il titolo superando nella finale Gerald Patterson e Pat O'Hara-Wood col punteggio di 3-6, 7-9, 6-4, 6-3, 11-9.

## Tabellone

### Legenda
| - Q = Qualificato - WC = Wild card - LL = Lucky loser | - ALT = Alternate - SE = Special Exempt - PR = Protected Ranking | - w/o = Walkover - r = Ritirato - d = Squalificato |

### Fase finale
|  | Semifinali                         | Semifinali                         | Semifinali                     | Semifinali                     | Semifinali | Semifinali | Semifinali |  |  | Finale                           | Finale                           | Finale | Finale | Finale | Finale | Finale |  |
|  |                                    |                                    |                                |                                |            |            |            |  |  |                                  |                                  |        |        |        |        |        |  |
|  | George Caner Dean Mathey           | George Caner Dean Mathey           | George Caner Dean Mathey       | George Caner Dean Mathey       | 2          | 3          | 2          |  |  |                                  |                                  |        |        |        |        |        |  |
|  | James Anderson Randolph Lycett     | James Anderson Randolph Lycett     | James Anderson Randolph Lycett | James Anderson Randolph Lycett | 6          | 6          | 6          |  |  | James Anderson Randolph Lycett   | James Anderson Randolph Lycett   | 3      | 7      | 6      | 6      | 11     |  |
|  | Brian Norton Herbert Roper Barrett | Brian Norton Herbert Roper Barrett | 1                              | 6                              | 7          | 3          | 13         |  |  | Pat O'Hara Wood Gerald Patterson | Pat O'Hara Wood Gerald Patterson | 6      | 9      | 4      | 3      | 9      |  |
|  | Pat O'Hara Wood Gerald Patterson   | Pat O'Hara Wood Gerald Patterson   | 6                              | 3                              | 5          | 6          | 15         |  |  |                                  |                                  |        |        |        |        |        |  |

#### Parte alta

##### Sezione 1
|  | Primo turno                | Primo turno                | Primo turno                | Primo turno                | Primo turno             | Primo turno             | Primo turno |  |  | Secondo turno              | Secondo turno              | Secondo turno              | Secondo turno              | Secondo turno      | Secondo turno      | Secondo turno |   |   | Terzo turno                | Terzo turno                | Terzo turno                | Terzo turno                | Terzo turno                | Terzo turno | Terzo turno |   |   | Quarti di finale | Quarti di finale | Quarti di finale | Quarti di finale | Quarti di finale | Quarti di finale | Quarti di finale |  |
|  |                            |                            |                            |                            |                         |                         |             |  |  |                            |                            |                            |                            |                    |                    |               |   |   |                            |                            |                            |                            |                            |             |             |   |   |                  |                  |                  |                  |                  |                  |                  |  |
|  | J Masterman A Gravem       | J Masterman A Gravem       | J Masterman A Gravem       | 2                          | 6                       | 6                       | 6           |  |  |                            |                            |                            |                            |                    |                    |               |   |   |                            |                            |                            |                            |                            |             |             |   |   |                  |                  |                  |                  |                  |                  |                  |  |
|  | G M Elliot L F Davin       | G M Elliot L F Davin       | G M Elliot L F Davin       | 6                          | 3                       | 3                       | 2           |  |  | J Masterman A Gravem       | J Masterman A Gravem       | J Masterman A Gravem       | 2                          | 6                  | 2                  | 3             |   |   |                            |                            |                            |                            |                            |             |             |   |   |                  |                  |                  |                  |                  |                  |                  |  |
|  | D Mathey G Caner           | D Mathey G Caner           | D Mathey G Caner           | D Mathey G Caner           | 6                       | 6                       | 6           |  |  | D Mathey G Caner           | D Mathey G Caner           | D Mathey G Caner           | 6                          | 3                  | 6                  | 6             |   |   |                            |                            |                            |                            |                            |             |             |   |   |                  |                  |                  |                  |                  |                  |                  |  |
|  | V Burr W T Tucker          | V Burr W T Tucker          | V Burr W T Tucker          | V Burr W T Tucker          | 0                       | 2                       | 2           |  |  |                            |                            |                            |                            |                    |                    |               |   |   | D Mathey G Caner           | D Mathey G Caner           | 2                          | 6                          | 6                          | 3           | 6           |   |   |                  |                  |                  |                  |                  |                  |                  |  |
|  | S Hepburn B E Henty        | S Hepburn B E Henty        | S Hepburn B E Henty        | 4                          | 6                       | 9                       | 6           |  |  |                            |                            | S M Hadi D Rutnam          | S M Hadi D Rutnam          | 6                  | 3                  | 3             | 6 | 4 |                            |                            |                            |                            |                            |             |             |   |   |                  |                  |                  |                  |                  |                  |                  |  |
|  | W B Stott O G Miller       | W B Stott O G Miller       | W B Stott O G Miller       | 6                          | 2                       | 7                       | 4           |  |  | S Hepburn B E Henty        | S Hepburn B E Henty        | S Hepburn B E Henty        | S Hepburn B E Henty        | 2                  | 5                  | 2             |   |   |                            |                            |                            |                            |                            |             |             |   |   |                  |                  |                  |                  |                  |                  |                  |  |
|  | S M Hadi D Rutnam          | S M Hadi D Rutnam          | S M Hadi D Rutnam          | S M Hadi D Rutnam          | 6                       | 6                       | 6           |  |  | S M Hadi D Rutnam          | S M Hadi D Rutnam          | S M Hadi D Rutnam          | S M Hadi D Rutnam          | 6                  | 7                  | 6             |   |   |                            |                            |                            |                            |                            |             |             |   |   |                  |                  |                  |                  |                  |                  |                  |  |
|  | J Weakley D Pitt           | J Weakley D Pitt           | J Weakley D Pitt           | J Weakley D Pitt           | 1                       | 3                       | 4           |  |  |                            |                            |                            |                            |                    |                    |               |   |   | D Mathey G Caner           | D Mathey G Caner           | D Mathey G Caner           | 6                          | 3                          | 6           | 6           |   |   |                  |                  |                  |                  |                  |                  |                  |  |
|  | R Wertheim H Lewis-Barclay | R Wertheim H Lewis-Barclay | R Wertheim H Lewis-Barclay | R Wertheim H Lewis-Barclay | 11                      | 6                       | 6           |  |  |                            |                            |                            |                            |                    |                    |               |   |   |                            |                            | R Wertheim H Lewis-Barclay | R Wertheim H Lewis-Barclay | R Wertheim H Lewis-Barclay | 4           | 6           | 3 | 4 |                  |                  |                  |                  |                  |                  |                  |  |
|  | P Glover G A Thomas        | P Glover G A Thomas        | P Glover G A Thomas        | P Glover G A Thomas        | 9                       | 2                       | 2           |  |  | R Wertheim H Lewis-Barclay | R Wertheim H Lewis-Barclay | R Wertheim H Lewis-Barclay | R Wertheim H Lewis-Barclay | 8                  | 6                  | 8             |   |   |                            |                            |                            |                            |                            |             |             |   |   |                  |                  |                  |                  |                  |                  |                  |  |
|  | F G Lowe A H Lowe          | F G Lowe A H Lowe          | 14                         | 10                         | 3                       | 2                       | 6           |  |  | F G Lowe A H Lowe          | F G Lowe A H Lowe          | F G Lowe A H Lowe          | F G Lowe A H Lowe          | 6                  | 0                  | 6             |   |   |                            |                            |                            |                            |                            |             |             |   |   |                  |                  |                  |                  |                  |                  |                  |  |
|  | N Mișu U De Morpurgo       | N Mișu U De Morpurgo       | 12                         | 8                          | 6                       | 6                       | 3           |  |  |                            |                            |                            |                            |                    |                    |               |   |   | R Wertheim H Lewis-Barclay | R Wertheim H Lewis-Barclay | R Wertheim H Lewis-Barclay | R Wertheim H Lewis-Barclay | 7                          | 6           | 6           |   |   |                  |                  |                  |                  |                  |                  |                  |  |
|  | L Ricciardi A Casanovas    | L Ricciardi A Casanovas    | L Ricciardi A Casanovas    | L Ricciardi A Casanovas    | L Ricciardi A Casanovas | L Ricciardi A Casanovas | w/o         |  |  |                            |                            | C Dixon A Belgrave         | C Dixon A Belgrave         | C Dixon A Belgrave | C Dixon A Belgrave | 5             | 1 | 3 |                            |                            |                            |                            |                            |             |             |   |   |                  |                  |                  |                  |                  |                  |                  |  |
|  | P de Borman P de Becker    | P de Borman P de Becker    | P de Borman P de Becker    | P de Borman P de Becker    | P de Borman P de Becker | P de Borman P de Becker |             |  |  | L Ricciardi A Casanovas    | L Ricciardi A Casanovas    | L Ricciardi A Casanovas    | L Ricciardi A Casanovas    | 4                  | 5                  | 1             |   |   |                            |                            |                            |                            |                            |             |             |   |   |                  |                  |                  |                  |                  |                  |                  |  |
|  | C Dixon A Belgrave         | C Dixon A Belgrave         | C Dixon A Belgrave         | C Dixon A Belgrave         | C Dixon A Belgrave      | C Dixon A Belgrave      | w/o         |  |  | C Dixon A Belgrave         | C Dixon A Belgrave         | C Dixon A Belgrave         | C Dixon A Belgrave         | 6                  | 7                  | 6             |   |   |                            |                            |                            |                            |                            |             |             |   |   |                  |                  |                  |                  |                  |                  |                  |  |
|  | T Horn A Prebble           |                            |                            |                            |                         |                         |             |  |  |                            |                            |                            |                            |                    |                    |               |   |   |                            |                            |                            |                            |                            |             |             |   |   |                  |                  |                  |                  |                  |                  |                  |  |

##### Sezione 2
|  | Primo turno              | Primo turno              | Primo turno              | Primo turno              | Primo turno              | Primo turno              | Primo turno |  |  | Secondo turno            | Secondo turno            | Secondo turno            | Secondo turno            | Secondo turno        | Secondo turno | Secondo turno |   |   | Terzo turno             | Terzo turno             | Terzo turno         | Terzo turno         | Terzo turno         | Terzo turno         | Terzo turno |   |   | Quarti di finale | Quarti di finale | Quarti di finale | Quarti di finale | Quarti di finale | Quarti di finale | Quarti di finale |  |
|  |                          |                          |                          |                          |                          |                          |             |  |  |                          |                          |                          |                          |                      |               |               |   |   |                         |                         |                     |                     |                     |                     |             |   |   |                  |                  |                  |                  |                  |                  |                  |  |
|  | L Meldon B Haughton      | L Meldon B Haughton      | L Meldon B Haughton      | L Meldon B Haughton      | 6                        | 7                        | 6           |  |  |                          |                          |                          |                          |                      |               |               |   |   |                         |                         |                     |                     |                     |                     |             |   |   |                  |                  |                  |                  |                  |                  |                  |  |
|  | H Aitken W L van Ryn     | H Aitken W L van Ryn     | H Aitken W L van Ryn     | H Aitken W L van Ryn     | 2                        | 5                        | 0           |  |  | L Meldon B Haughton      | L Meldon B Haughton      | L Meldon B Haughton      | L Meldon B Haughton      | 7                    | 6             | 6             |   |   |                         |                         |                     |                     |                     |                     |             |   |   |                  |                  |                  |                  |                  |                  |                  |  |
|  | B Swinden R Dash         | B Swinden R Dash         | B Swinden R Dash         | B Swinden R Dash         | B Swinden R Dash         | B Swinden R Dash         | w/o         |  |  | B Swinden R Dash         | B Swinden R Dash         | B Swinden R Dash         | B Swinden R Dash         | 5                    | 4             | 2             |   |   |                         |                         |                     |                     |                     |                     |             |   |   |                  |                  |                  |                  |                  |                  |                  |  |
|  | G W V Hurst E Coutts     | G W V Hurst E Coutts     | G W V Hurst E Coutts     | G W V Hurst E Coutts     | G W V Hurst E Coutts     | G W V Hurst E Coutts     |             |  |  |                          |                          |                          |                          |                      |               |               |   |   | L Meldon B Haughton     | L Meldon B Haughton     | L Meldon B Haughton | 6                   | 6                   | 3                   | 8           |   |   |                  |                  |                  |                  |                  |                  |                  |  |
|  | V Cazalet H Mayes        | V Cazalet H Mayes        | V Cazalet H Mayes        | V Cazalet H Mayes        | 6                        | 7                        | 6           |  |  |                          |                          | L Crawford J Ritchie     | L Crawford J Ritchie     | L Crawford J Ritchie | 0             | 2             | 6 | 6 |                         |                         |                     |                     |                     |                     |             |   |   |                  |                  |                  |                  |                  |                  |                  |  |
|  | J T Baines J F C Simpson | J T Baines J F C Simpson | J T Baines J F C Simpson | J T Baines J F C Simpson | 3                        | 5                        | 4           |  |  | V Cazalet H Mayes        | V Cazalet H Mayes        | V Cazalet H Mayes        | V Cazalet H Mayes        | 3                    | 3             | 3             |   |   |                         |                         |                     |                     |                     |                     |             |   |   |                  |                  |                  |                  |                  |                  |                  |  |
|  | L Crawford J Ritchie     | L Crawford J Ritchie     | L Crawford J Ritchie     | L Crawford J Ritchie     | 9                        | 6                        | 6           |  |  | L Crawford J Ritchie     | L Crawford J Ritchie     | L Crawford J Ritchie     | L Crawford J Ritchie     | 6                    | 6             | 6             |   |   |                         |                         |                     |                     |                     |                     |             |   |   |                  |                  |                  |                  |                  |                  |                  |  |
|  | W Radcliffe A Drew       | W Radcliffe A Drew       | W Radcliffe A Drew       | W Radcliffe A Drew       | 7                        | 4                        | 1           |  |  |                          |                          |                          |                          |                      |               |               |   |   | L Meldon B Haughton     | L Meldon B Haughton     | L Meldon B Haughton | L Meldon B Haughton | 6                   | 7                   | 6           |   |   |                  |                  |                  |                  |                  |                  |                  |  |
|  | T Macrogordato P Davson  | T Macrogordato P Davson  | T Macrogordato P Davson  | T Macrogordato P Davson  | 6                        | 6                        | 8           |  |  |                          |                          |                          |                          |                      |               |               |   |   |                         |                         | J Anderson R Lycett | J Anderson R Lycett | J Anderson R Lycett | J Anderson R Lycett | 4           | 5 | 1 |                  |                  |                  |                  |                  |                  |                  |  |
|  | D L Craig A Blair        | D L Craig A Blair        | D L Craig A Blair        | D L Craig A Blair        | 3                        | 1                        | 6           |  |  | T Macrogordato P Davson  | T Macrogordato P Davson  | T Macrogordato P Davson  | T Macrogordato P Davson  | 6                    | 6             | 9             |   |   |                         |                         |                     |                     |                     |                     |             |   |   |                  |                  |                  |                  |                  |                  |                  |  |
|  | E von Braun M Wallenberg | E von Braun M Wallenberg | E von Braun M Wallenberg | E von Braun M Wallenberg | E von Braun M Wallenberg | E von Braun M Wallenberg | w/o         |  |  | E von Braun M Wallenberg | E von Braun M Wallenberg | E von Braun M Wallenberg | E von Braun M Wallenberg | 2                    | 1             | 7             |   |   |                         |                         |                     |                     |                     |                     |             |   |   |                  |                  |                  |                  |                  |                  |                  |  |
|  | R Wilkinson E C Williams | R Wilkinson E C Williams | R Wilkinson E C Williams | R Wilkinson E C Williams | R Wilkinson E C Williams | R Wilkinson E C Williams |             |  |  |                          |                          |                          |                          |                      |               |               |   |   | T Macrogordato P Davson | T Macrogordato P Davson | 5                   | 15                  | 6                   | 5                   | 7           |   |   |                  |                  |                  |                  |                  |                  |                  |  |
|  | J Anderson R Lycett      | J Anderson R Lycett      | J Anderson R Lycett      | 6                        | 2                        | 6                        | 9           |  |  |                          |                          | J Anderson R Lycett      | J Anderson R Lycett      | 7                    | 13            | 3             | 7 | 5 |                         |                         |                     |                     |                     |                     |             |   |   |                  |                  |                  |                  |                  |                  |                  |  |
|  | C H Kingalcy A Wilder    | C H Kingalcy A Wilder    | C H Kingalcy A Wilder    | 2                        | 6                        | 1                        | 7           |  |  | J Anderson R Lycett      | J Anderson R Lycett      | J Anderson R Lycett      | J Anderson R Lycett      | 6                    | 6             | 6             |   |   |                         |                         |                     |                     |                     |                     |             |   |   |                  |                  |                  |                  |                  |                  |                  |  |
|  | E G Bisseker J Hillyard  | E G Bisseker J Hillyard  | E G Bisseker J Hillyard  | E G Bisseker J Hillyard  | 6                        | 6                        | 6           |  |  | E G Bisseker J Hillyard  | E G Bisseker J Hillyard  | E G Bisseker J Hillyard  | E G Bisseker J Hillyard  | 1                    | 2             | 3             |   |   |                         |                         |                     |                     |                     |                     |             |   |   |                  |                  |                  |                  |                  |                  |                  |  |
|  | N Willford R Walker      | N Willford R Walker      | N Willford R Walker      | N Willford R Walker      | 4                        | 1                        | 1           |  |  |                          |                          |                          |                          |                      |               |               |   |   |                         |                         |                     |                     |                     |                     |             |   |   |                  |                  |                  |                  |                  |                  |                  |  |

#### Parte bassa

##### Sezione 3
|  | Primo turno                         | Primo turno                         | Primo turno                         | Primo turno                         | Primo turno                         | Primo turno                         | Primo turno |  |  | Secondo turno               | Secondo turno               | Secondo turno               | Secondo turno               | Secondo turno            | Secondo turno            | Secondo turno            |                          |     | Terzo turno          | Terzo turno          | Terzo turno              | Terzo turno              | Terzo turno        | Terzo turno        | Terzo turno |   |   | Quarti di finale | Quarti di finale | Quarti di finale | Quarti di finale | Quarti di finale | Quarti di finale | Quarti di finale |  |
|  |                                     |                                     |                                     |                                     |                                     |                                     |             |  |  |                             |                             |                             |                             |                          |                          |                          |                          |     |                      |                      |                          |                          |                    |                    |             |   |   |                  |                  |                  |                  |                  |                  |                  |  |
|  | B Gilbert G Sherwell                | B Gilbert G Sherwell                | B Gilbert G Sherwell                | B Gilbert G Sherwell                | B Gilbert G Sherwell                | B Gilbert G Sherwell                | w/o         |  |  |                             |                             |                             |                             |                          |                          |                          |                          |     |                      |                      |                          |                          |                    |                    |             |   |   |                  |                  |                  |                  |                  |                  |                  |  |
|  | Giovanni Balbi di Robecco C Colombo | Giovanni Balbi di Robecco C Colombo | Giovanni Balbi di Robecco C Colombo | Giovanni Balbi di Robecco C Colombo | Giovanni Balbi di Robecco C Colombo | Giovanni Balbi di Robecco C Colombo |             |  |  | B Gilbert G Sherwell        | B Gilbert G Sherwell        | 4                           | 6                           | 3                        | 6                        | 6                        |                          |     |                      |                      |                          |                          |                    |                    |             |   |   |                  |                  |                  |                  |                  |                  |                  |  |
|  | C Ramaswami A Gerbault              | C Ramaswami A Gerbault              | C Ramaswami A Gerbault              | 9                                   | 8                                   | 9                                   | 6           |  |  | C Ramaswami A Gerbault      | C Ramaswami A Gerbault      | 6                           | 1                           | 6                        | 4                        | 1                        |                          |     |                      |                      |                          |                          |                    |                    |             |   |   |                  |                  |                  |                  |                  |                  |                  |  |
|  | F Fisher H F Hunt                   | F Fisher H F Hunt                   | F Fisher H F Hunt                   | 11                                  | 6                                   | 7                                   | 4           |  |  |                             |                             |                             |                             |                          |                          |                          |                          |     | B Gilbert G Sherwell | B Gilbert G Sherwell | B Gilbert G Sherwell     | 6                        | 3                  | 3                  | 1           |   |   |                  |                  |                  |                  |                  |                  |                  |  |
|  | M Alonso E Flaquer                  | M Alonso E Flaquer                  | M Alonso E Flaquer                  | M Alonso E Flaquer                  | 6                                   | 6                                   | 10          |  |  |                             |                             | J Brugnon A Dupont          | J Brugnon A Dupont          | J Brugnon A Dupont       | 3                        | 6                        | 6                        | 6   |                      |                      |                          |                          |                    |                    |             |   |   |                  |                  |                  |                  |                  |                  |                  |  |
|  | C A Sedgwick P J Oakley             | C A Sedgwick P J Oakley             | C A Sedgwick P J Oakley             | C A Sedgwick P J Oakley             | 3                                   | 1                                   | 8           |  |  | M Alonso E Flaquer          | M Alonso E Flaquer          | M Alonso E Flaquer          | 3                           | 1                        | 6                        | 4                        |                          |     |                      |                      |                          |                          |                    |                    |             |   |   |                  |                  |                  |                  |                  |                  |                  |  |
|  | J Brugnon A Dupont                  | J Brugnon A Dupont                  | J Brugnon A Dupont                  | 3                                   | 17                                  | 6                                   | 6           |  |  | J Brugnon A Dupont          | J Brugnon A Dupont          | J Brugnon A Dupont          | 6                           | 6                        | 3                        | 6                        |                          |     |                      |                      |                          |                          |                    |                    |             |   |   |                  |                  |                  |                  |                  |                  |                  |  |
|  | G T C Watt D Browne                 | G T C Watt D Browne                 | G T C Watt D Browne                 | 6                                   | 15                                  | 2                                   | 3           |  |  |                             |                             |                             |                             |                          |                          |                          |                          |     | J Brugnon A Dupont   | J Brugnon A Dupont   | 6                        | 6                        | 2                  | 6                  | 4           |   |   |                  |                  |                  |                  |                  |                  |                  |  |
|  | H Stoker D Greig                    | H Stoker D Greig                    | H Stoker D Greig                    | H Stoker D Greig                    | 6                                   | 8                                   | 6           |  |  |                             |                             |                             |                             |                          |                          |                          |                          |     |                      |                      | B Norton H Roper-Barrett | B Norton H Roper-Barrett | 3                  | 8                  | 6           | 2 | 6 |                  |                  |                  |                  |                  |                  |                  |  |
|  | A Alonso M de Gomar                 | A Alonso M de Gomar                 | A Alonso M de Gomar                 | A Alonso M de Gomar                 | 4                                   | 6                                   | 2           |  |  | H Stoker D Greig            | H Stoker D Greig            | H Stoker D Greig            | 4                           | 4                        | 7                        | 3                        |                          |     |                      |                      |                          |                          |                    |                    |             |   |   |                  |                  |                  |                  |                  |                  |                  |  |
|  | J Van Alen J Lowry                  | J Van Alen J Lowry                  | 2                                   | 3                                   | 7                                   | 10                                  | 6           |  |  | J Van Alen J Lowry          | J Van Alen J Lowry          | J Van Alen J Lowry          | 6                           | 6                        | 5                        | 6                        |                          |     |                      |                      |                          |                          |                    |                    |             |   |   |                  |                  |                  |                  |                  |                  |                  |  |
|  | A W Davson C S Gordon-Smith         | A W Davson C S Gordon-Smith         | 6                                   | 6                                   | 5                                   | 8                                   | 4           |  |  |                             |                             |                             |                             |                          |                          |                          |                          |     | J Van Alen J Lowry   | J Van Alen J Lowry   | J Van Alen J Lowry       | J Van Alen J Lowry       | J Van Alen J Lowry | J Van Alen J Lowry |             |   |   |                  |                  |                  |                  |                  |                  |                  |  |
|  | B Norton H Roper-Barrett            | B Norton H Roper-Barrett            | B Norton H Roper-Barrett            | B Norton H Roper-Barrett            | 6                                   | 6                                   | 13          |  |  |                             |                             | B Norton H Roper-Barrett    | B Norton H Roper-Barrett    | B Norton H Roper-Barrett | B Norton H Roper-Barrett | B Norton H Roper-Barrett | B Norton H Roper-Barrett | w/o |                      |                      |                          |                          |                    |                    |             |   |   |                  |                  |                  |                  |                  |                  |                  |  |
|  | A Ingram L Lyle                     | A Ingram L Lyle                     | A Ingram L Lyle                     | A Ingram L Lyle                     | 2                                   | 0                                   | 11          |  |  | B Norton H Roper-Barrett    | B Norton H Roper-Barrett    | B Norton H Roper-Barrett    | B Norton H Roper-Barrett    | 6                        | 6                        | 6                        |                          |     |                      |                      |                          |                          |                    |                    |             |   |   |                  |                  |                  |                  |                  |                  |                  |  |
|  | F. N. Warden R. F. Kalberer         | F. N. Warden R. F. Kalberer         | F. N. Warden R. F. Kalberer         | F. N. Warden R. F. Kalberer         | F. N. Warden R. F. Kalberer         | F. N. Warden R. F. Kalberer         | w/o         |  |  | F. N. Warden R. F. Kalberer | F. N. Warden R. F. Kalberer | F. N. Warden R. F. Kalberer | F. N. Warden R. F. Kalberer | 3                        | 4                        | 4                        |                          |     |                      |                      |                          |                          |                    |                    |             |   |   |                  |                  |                  |                  |                  |                  |                  |  |
|  | F Vasconcelos J de Verda            |                                     |                                     |                                     |                                     |                                     |             |  |  |                             |                             |                             |                             |                          |                          |                          |                          |     |                      |                      |                          |                          |                    |                    |             |   |   |                  |                  |                  |                  |                  |                  |                  |  |

##### Sezione 4
|  | Primo turno                  | Primo turno                  | Primo turno               | Primo turno               | Primo turno             | Primo turno             | Primo turno |  |  | Secondo turno                | Secondo turno                | Secondo turno                | Secondo turno                | Secondo turno                | Secondo turno                | Secondo turno |   |   | Terzo turno               | Terzo turno               | Terzo turno               | Terzo turno               | Terzo turno         | Terzo turno | Terzo turno |   |   | Quarti di finale | Quarti di finale | Quarti di finale | Quarti di finale | Quarti di finale | Quarti di finale | Quarti di finale |  |
|  |                              |                              |                           |                           |                         |                         |             |  |  |                              |                              |                              |                              |                              |                              |               |   |   |                           |                           |                           |                           |                     |             |             |   |   |                  |                  |                  |                  |                  |                  |                  |  |
|  | G Patterson P O'Hara Wood    | G Patterson P O'Hara Wood    | G Patterson P O'Hara Wood | G Patterson P O'Hara Wood | 6                       | 6                       | 6           |  |  |                              |                              |                              |                              |                              |                              |               |   |   |                           |                           |                           |                           |                     |             |             |   |   |                  |                  |                  |                  |                  |                  |                  |  |
|  | E Lamb F Jarvis              | E Lamb F Jarvis              | E Lamb F Jarvis           | E Lamb F Jarvis           | 2                       | 0                       | 0           |  |  | G Patterson P O'Hara Wood    | G Patterson P O'Hara Wood    | G Patterson P O'Hara Wood    | G Patterson P O'Hara Wood    | 6                            | 6                            | 7             |   |   |                           |                           |                           |                           |                     |             |             |   |   |                  |                  |                  |                  |                  |                  |                  |  |
|  | C Campbell X Kasdaglis       | C Campbell X Kasdaglis       | C Campbell X Kasdaglis    | C Campbell X Kasdaglis    | C Campbell X Kasdaglis  | C Campbell X Kasdaglis  | w/o         |  |  | C Campbell X Kasdaglis       | C Campbell X Kasdaglis       | C Campbell X Kasdaglis       | C Campbell X Kasdaglis       | 4                            | 4                            | 5             |   |   |                           |                           |                           |                           |                     |             |             |   |   |                  |                  |                  |                  |                  |                  |                  |  |
|  | H A Fyzee A A Fyzee          | H A Fyzee A A Fyzee          | H A Fyzee A A Fyzee       | H A Fyzee A A Fyzee       | H A Fyzee A A Fyzee     | H A Fyzee A A Fyzee     |             |  |  |                              |                              |                              |                              |                              |                              |               |   |   | G Patterson P O'Hara Wood | G Patterson P O'Hara Wood | G Patterson P O'Hara Wood | G Patterson P O'Hara Wood | 6                   | 6           | 6           |   |   |                  |                  |                  |                  |                  |                  |                  |  |
|  | R S Barnes R McNair          | R S Barnes R McNair          | R S Barnes R McNair       | R S Barnes R McNair       | R S Barnes R McNair     | R S Barnes R McNair     | w/o         |  |  |                              |                              | P C Chase S F Thol           | P C Chase S F Thol           | P C Chase S F Thol           | P C Chase S F Thol           | 2             | 3 | 2 |                           |                           |                           |                           |                     |             |             |   |   |                  |                  |                  |                  |                  |                  |                  |  |
|  | P. Marsden D. L. Morgan      | P. Marsden D. L. Morgan      | P. Marsden D. L. Morgan   | P. Marsden D. L. Morgan   | P. Marsden D. L. Morgan | P. Marsden D. L. Morgan |             |  |  | R S Barnes R McNair          | R S Barnes R McNair          | R S Barnes R McNair          | 1                            | 6                            | 4                            | 4             |   |   |                           |                           |                           |                           |                     |             |             |   |   |                  |                  |                  |                  |                  |                  |                  |  |
|  | P C Chase S F Thol           | P C Chase S F Thol           | 7                         | 4                         | 3                       | 6                       | 7           |  |  | P C Chase S F Thol           | P C Chase S F Thol           | P C Chase S F Thol           | 6                            | 3                            | 6                            | 6             |   |   |                           |                           |                           |                           |                     |             |             |   |   |                  |                  |                  |                  |                  |                  |                  |  |
|  | C P Dixon H O Dixon          | C P Dixon H O Dixon          | 5                         | 6                         | 6                       | 3                       | 5           |  |  |                              |                              |                              |                              |                              |                              |               |   |   | G Patterson P O'Hara Wood | G Patterson P O'Hara Wood | G Patterson P O'Hara Wood | 6                         | 7                   | 3           | 6           |   |   |                  |                  |                  |                  |                  |                  |                  |  |
|  | A G Watson J Washer          | A G Watson J Washer          | A G Watson J Washer       | A G Watson J Washer       | 6                       | 9                       | 12          |  |  |                              |                              |                              |                              |                              |                              |               |   |   |                           |                           | A G Watson J Washer       | A G Watson J Washer       | A G Watson J Washer | 3           | 5           | 6 | 1 |                  |                  |                  |                  |                  |                  |                  |  |
|  | F Stowe S Owen               | F Stowe S Owen               | F Stowe S Owen            | F Stowe S Owen            | 2                       | 7                       | 10          |  |  | A G Watson J Washer          | A G Watson J Washer          | A G Watson J Washer          | 8                            | 2                            | 2                            | 6             |   |   |                           |                           |                           |                           |                     |             |             |   |   |                  |                  |                  |                  |                  |                  |                  |  |
|  | H Cochet J Borotra           | H Cochet J Borotra           | 6                         | 8                         | 1                       | 5                       | 6           |  |  | H Cochet J Borotra           | H Cochet J Borotra           | H Cochet J Borotra           | 6                            | 6                            | 2                            | 4             |   |   |                           |                           |                           |                           |                     |             |             |   |   |                  |                  |                  |                  |                  |                  |                  |  |
|  | L Godfree A Dudley           | L Godfree A Dudley           | 3                         | 6                         | 6                       | 7                       | 3           |  |  |                              |                              |                              |                              |                              |                              |               |   |   | A G Watson J Washer       | A G Watson J Washer       | A G Watson J Washer       | A G Watson J Washer       | 6                   | 6           | 6           |   |   |                  |                  |                  |                  |                  |                  |                  |  |
|  | C Eltringham C Tindell-Green | C Eltringham C Tindell-Green | 8                         | 6                         | 4                       | 3                       | 6           |  |  |                              |                              | C Eltringham C Tindell-Green | C Eltringham C Tindell-Green | C Eltringham C Tindell-Green | C Eltringham C Tindell-Green | 2             | 4 | 4 |                           |                           |                           |                           |                     |             |             |   |   |                  |                  |                  |                  |                  |                  |                  |  |
|  | R Peyrelongue A Zerlendisa   | R Peyrelongue A Zerlendisa   | 6                         | 4                         | 6                       | 6                       | 1           |  |  | C Eltringham C Tindell-Green | C Eltringham C Tindell-Green | C Eltringham C Tindell-Green | 6                            | 6                            | 8                            | 6             |   |   |                           |                           |                           |                           |                     |             |             |   |   |                  |                  |                  |                  |                  |                  |                  |  |
|  |                              |                              |                           |                           |                         |                         |             |  |  | W Crawley A W Asthalter      | W Crawley A W Asthalter      | W Crawley A W Asthalter      | 3                            | 3                            | 10                           | 2             |   |   |                           |                           |                           |                           |                     |             |             |   |   |                  |                  |                  |                  |                  |                  |                  |  |